# 250 Bettina
250 Bettina је астероид главног астероидног појаса са пречником од приближно 79,75 km.
Афел астероида је на удаљености од 3,556 астрономских јединица (АЈ) од Сунца, а перихел на 2,738 АЈ.
Ексцентрицитет орбите износи 0,129, инклинација (нагиб) орбите у односу на раван еклиптике 12,814 степени, а орбитални период износи 2039,141 дана (5,582 година).
Апсолутна магнитуда астероида је 7,58 а геометријски албедо 0,258.
Астероид је откривен 3. септембра 1885. године.